# 436
436 (CDXXXVI) var ett skottår som började en onsdag i den julianska kalendern.

## Händelser

### Okänt datum
- Attila anfaller Burgund och dödar den kungliga familjen där.

## Födda
- Childerik I, kung över de saliska frankerna från omkring 457 eller 458 till 481 eller 482 (född omkring detta eller nästa år)